# Chminianske Jakubovany
Chminianske Jakubovany (allemand : Deutschjakobsdorf) est un village de Slovaquie situé dans la région de Prešov.

## Histoire
Première mention écrite du village en 1334.

## Démographie

### Évolution de la population
| Année:               | 1994. | 2004.    | 2014.    | 2024.    |
| -------------------- | ----- | -------- | -------- | -------- |
| Nombre de personnes: | 1146  | 1635     | 2112     | 3215     |
| Différence:          |       | +42,67 % | +29,17 % | +52,22 % |

| Année:               | 2023. | 2024.   |
| -------------------- | ----- | ------- |
| Nombre de personnes: | 3093  | 3215    |
| Différence:          |       | +3,94 % |